# Castell de Montbui (muntanya)
La muntanya del Castell de Montbui és en el terme municipal de Bigues i Riells, al Vallès Oriental, en territori del poble de Bigues.
Està situada al nord-oest del terme municipal, a ponent de Bigues i al sud-est de Sant Feliu de Codines, poble prop del qual es troba. El nom primigeni era, simplement, Montbui, però amb el pas del temps ha agafat el nom del castell que conté en el seu cim.
A part del castell, hi ha també l'església romànica de Sant Mateu de Montbui. Conté el vèrtex geodèsic 289113001.